# Ван Чунлинь, Раймонд
Раймонд Ван Чунлинь (кит. упр. 王宠林; 12 мая 1921, Китай — 2 февраля 2010, Китай) — католический епископ, ординарий епархии Чжаосяня.

## Биография
30 мая 1950 года Раймонд Ван Чунлинь был рукоположён в священника. В 1957 году он был арестован за свою пастырскую деятельность в провинции Хэбэй и приговорён к 21 году тюремного заключения. В 1983 году Святой Престол назначил Раймонда Ван Чунлиня епископом епархии Чжаосяня и он был рукоположен в подпольных условиях. Вскоре он основал в Чжаосяне монастырь и добился от властей открытия закрытой 50 лет назад духовной семинарии.
16 февраля 1998 года Раймонд Ван Чунлинь согласился выйти из подполья в случае, если китайские власти отменят своё решение о неканоническом объединении епархий Чжаосяня и Синтая. Китайские власти согласились с его условиями и он получил право заниматься пастырской деятельностью. В 2000 году Раймонд Ван Чунлинь рукоположил в епископа в тайных условиях Иосифа Цзян Минъюаня, за что был с ним вместе арестован и провёл в заключении пять месяцев.
В 2006 году ушёл в отставку и передал полномочия своему преемнику епископу Иосифу Цзян Минъюаню, однако из-за болезни Иосифа Цзян Минъюаня в 2007 году он снова взошёл на кафедру.